# Perriers-la-Campagne
Perriers-la-Campagne è un ex comune francese di 376 abitanti situato nel dipartimento dell'Eure nella regione della Normandia.
Il 1º gennaio 2017 è stato accorpato ai comuni di Carsix, di Fontaine-la-Soret e di Nassandres per formare il comune di nuova costituzione di Nassandres sur Risle.

## Società

### Evoluzione demografica
Abitanti censiti